# Ugebrevet A4
Ugebrevet A4 er et dagligt nyheds-og analysemedie. Ugebrevet A4 udkommer 44 uger om året. Det blev grundlagt 8. april 2002 og beskæftiger sig med arbejdsmarked, politik, velfærd og værdier. Frem til nytår 2011 udkom Ugebrevet A4 hver mandag i en trykt udgave. Efter dette tidspunkt overgik ugebrevet til alene at udkomme på internettet.
Siden august 2011 er Ugebrevet A4 udkommet dagligt med en analyse/artikel.
I en medieforskningsundersøgelse fra 2008 foretaget af professor Anker Brink Lund fra CBS, indtog Ugebrevet A4 en 14. plads på listen over de mest citerede danske medier.
Indtil april 2013 blev Ugebrevet A4 udgivet af LO. Men efter denne dato er A4 en del af medieselskabet Avisen.dk Aps, og udgives af dette. Lise Bondesen er chefredaktør for begge medier.
Ugebrevet udkom oprindeligt i 23.000 trykte eksemplarer og var gratis for medlemmer af LO's fagforbund. Ultimo april 2012 abonnerer cirka 25.000 personer på den elektroniske udgave, der er gratis for alle.